# یواس‌سی‌جی‌سی کانفیدنس (دبلیوام‌ئی‌سی-۶۱۹)
یواس‌سی‌جی‌سی کانفیدنس (دبلیوام‌ئی‌سی-۶۱۹) (به انگلیسی: USCGC Confidence (WMEC-619)) یک کشتی بود که طول آن ۲۱۰ فوت ۶ اینچ (۶۴٫۱۶ متر) بود.